# 샤쥔춘
샤쥔춘(沙俊春, 1984년 3월 17일 ~ )은 중국의 전 스타크래프트 프로게이머로, 전 SK텔레콤 T1 소속의 프로토스 유저이다.  LinYu)Pj 라는 아이디를 쓴다.

## 선수 이력
2004년 루오시안과 같이 SK텔레콤 T1에 입단하였다.
2007년 5월 국내 선수 생활을 마치고 중국으로 돌아갔다.
WCG 국가대표로 출전해서 WCG 2007 그랜드 파이널 결승에선 대한민국의 송병구에게 패했지만 은메달을 따냈다.
2009년 스웨덴과 독일의 이스포츠팀인 SK 게이밍에 입단하였다.
2009년 중국 내 프로게임팀에서 선수 겸 감독으로 재직하였다.
2010년 게임단 해체 이후 은퇴하고 개인 사업을 하면서 지내고 있다.

## 에피소드

#### 대륙의 혁명가
WCG2007 그랜드파이널 8강에서 한국의 프로게이머 마재윤을 2:1로 격파하면서 '샤본좌, 대륙의혁명가' 등의 별명을 얻었다. 반면 마재윤은 큰 비난을 받으며 마완용이라는 불명예스러운 별명까지 얻었다.

#### 한국 선수와의 질긴 인연
샤쥔춘은 외국 프로게이머로서는 한국 프로게이머를 상당수 잡은 몇 안되는 프로게이머로도 유명하다.
이 중에서 그간 잡은 프로게이머 목록이 최연성 마재윤 김정우 등 국내 유명 프로게이머 상당수일 정도.
최근에는 IEF 2009에서 김정우에게 전진 2게이트를 선보이면서 승리를 챙기기도 했으며,
이 때 팬들은 다시 그를 보고 샤본좌 라고 연호했고 김정우는 매완용, 매데요시 라는 불명예스러운 별명을 얻고야 만다.

#### 김택용과의 끈질긴 인연
비록, 샤쥔춘이 마재윤과 그 복제물같았던 김정우를 잡고 최연성도 잡았다지만 항상 김택용이라는 산을 넘지 못했다.IEF 2008에서는 3:0 셧아웃, IEF 2009에서도 김택용이 의외의 탈락하기 전에도 샤쥔춘을 잡는 것은 잊지 않았다. 그 후 만난 WCG에서도 샤쥔춘이 복수하는 듯 했지만 김택용의 다크템플러로 인해 역전패를 당하였다. 현재, 상대전적은 5:0.

## 수상 경력
- 2007년 WCG 2007 Grand Final 스타크래프트 부문 은메달
- 2007년 IEF 2007 스타크래프트 부문 8강
- 2007년 IEST 2007 스타크래프트 부문 8강
- 2007년 CEG 2007 스타크래프트 부문 우승
- 2009년 IEF 2009 스타크래프트 부문 5위
- 2009년 WCG 2009 스타크래프트 부문 8강

## 같이 보기
- 뤄셴